# Fonction support
Les fonctions support d'une entreprise, également appelées back office concernent l'ensemble des activités de gestion qui ne constituent pas son cœur de métier (ou core business en anglais). Ces activités sont généralement communes à plusieurs divisions ou lignes de produits métiers. Leur mission est d'assurer la continuité et le bon fonctionnement de l’entreprise afin de rester en compétitivité économique, de gérer et d'accompagner ses équipes opérationnelles dans leurs missions quotidiennes. La notion de fonction support a également été appliquée aux services publics en France depuis les années 1990.

## Exemples d'activités
Les fonctions support sont variables d'une entreprise ou organisation à l'autre et s'articulent généralement autour des activités suivantes :

### Systèmes d'information
Les systèmes d'information (SI): Il s'agit de l'ensemble des outils et moyens pour collecter, stocker et traiter l'information. Le système d'information repose sur un socle :
- technique (le matériel informatique) ;
- applicatif (les logiciels informatiques) ;
- organisationnel (par exemple l'administration réseau : gestion des règles, des utilisateurs, sauvegardes, etc.). Les évolutions technologiques génèrent de fort enjeux en termes de compétences pour assurer le bon fonctionnement de l'existant et l'intégration des innovations.

### Services généraux
Les services généraux ou le facility management sont la gestion du courrier, les achats de fournitures, la gestion de l'entretien des bâtiments, des espaces verts, gestion des locaux techniques, des systèmes d'incendie, de sécurité, des droits d'accès, des énergies, etc.

### Gestion de la chaine logistique
La gestion de la chaîne logistique (en anglais supply chain ) est la fonction qui permet de gérer les différents flux de matériels essentiels à l’activité de l’entreprise. La logistique s’occupe du transport, de l’utilisation des équipements et de l'optimisation de l'entreposage. Elle veille sur l’aménagement des sites de stockages.

### Gestion des ressources humaines
La valorisation du capital humain est un levier important pour le développement de toute organisation, la raison pour laquelle il est l'un des principaux facteurs de croissance durable de l'entreprise. La gestion des ressources humaines s’occupe du côté opérationnel et de la gestion des salariés avec différents niveaux de classification et qualification. Par conséquent, elle veille sur la bonne gestion de la paie, vérifie l'application de l’ensemble des règles du droit du travail, la mise en place de plans de formation professionnelle, etc. En termes de fonction, la gestion des ressources humaines rend la communication organisationnelle horizontale et verticale entre les membres de l’organisation plus flexible et fluide. Elle gère la planification des processus de la progression du travail et des compétences (GPC) et la formation continue des personnels. En plus, La gestion des ressources humaines a un impact sut toutes les fonctions de l'entreprise car elle permet d’assurer une meilleure productivité des collaborateurs et d'aider à diminuer les coûts commerciaux en améliorant la gestion du personnel. Elle constitue un pilier de la valeur ajoutée face à la concurrence.

### Communication
Le service communication diffuse une image positive de l'entreprise, et qui correspond à sa stratégie. Il agit à l'extérieur de l'entreprise pour promouvoir son image et séduire de potentiels candidats à l'embauche, notamment via les médias traditionnels et les réseaux sociaux. Il assure également la communication interne qui vise à fédérer les salariés autour des objectifs et des valeurs de l'entreprise. Pour ce faire, il utilise les moyens de communication internes comme l'intranet ou le journal d'entreprise et organise des évènements réservés aux salariés (conférences, réunions d'information, temps de convivialité...).

### Finances
La finance aide les dirigeants à la prise de décision. De la sorte, elle réunit les sommes nécessaires à une date donnée pour financer telle ou telle activité. Sinon, dans le cas contraire, elle doit trouver un politique d'investissement fiable et sûre.
Le département finance est un service à part entière qui dispose des informations les plus confidentielles qui déterminent si les activités sont en pleine expansion ou non, et il est capable de donner des détails sur la situation de la société par exemple : les ressources de financement nécessaires pour la bonne marche des activités (l’achat des matières premières pour la production, les frais de déplacement des commerciaux sur terrain…)
Les métiers de la finance : recouvrent les fonctions suivantes : crédit manager, responsable de la communication financière, trésorier…
Ils recouvrent les fonctions suivantes : crédit manager, responsable de la communication financière, trésorier, responsable des normes comptables et fiscaliste.
Afin de bien gérer la fonction finance il faudrait mettre en place un tableau de bord efficace et précis ce qui permettra aux dirigeants de prendre les bonnes décisions, la gestion financière a également un rôle d’assurer que la boite sera toujours solvable et qu’elle capable de bien régir ses flux de trésorerie (sortie et entrée).

### Affaires juridiques
C’est une fonction support qui ne participe pas à la création de la valeur d’une manière directe, elle peut être intégrée (le juriste solo, la direction juridique) ou externalisée (le monopole des avocats et celui des notaires), lorsqu’elle est intégrée, elle s’adapte selon la taille de l’entreprise (petite, moyenne ou grande) et selon son activité (industriel ou autre). Dans le secteur des assurances et le secteur immobilier le juriste d’entreprise doit avoir suffisamment de connaissances (exactes) du secteur dans lequel il exerce, dans les grandes entreprises une direction juridique regroupe les diverses expertises juridiques. La fonction juridique est transversale c'est-à-dire un rôle de conseil, et non pas verticale (le pouvoir de décision) quoique la pratique puisse bien souvent démentir cette affirmation. Elle contribue à atteindre l’objectif de l’entreprise qui est de générer du profit , Son objet n’est nullement d’édicter des règles de conduite mais faciliter et fluidifier l’activité des opérationnels elle a pour mission de trouver la solution, C’est la raison pour laquelle la fonction juridique devrait être, dès l’origine, associée à l’ensemble des projets de l’entreprise qu’ils aient une nature commerciale, de développement, stratégique et bien d’autres. Cependant, la fonction juridique conçue comme véritable fonction support au service de l’entreprise et de ses opérationnels devient une véritable force de propositions et de solutions et peut même, si le talent s’en mêle, devenir accélérateur d’activité.

### Fonction achat
La fonction Achat est responsable de l'approvisionnement des matières premières et des articles nécessaires à la production. Ces articles doivent être livrés à temps tout en étant conformes en qualité et en quantité au cahier des charges, selon les spécifications c'est-à-dire les besoins de l'entreprise.
De manière générale, la mission de la fonction d’achat est de bien connaître le marché de l'approvisionnement dans son domaine d'activité, d’apprécier la capacité des fournisseurs à répondre aux besoins de l’entreprise, de recueillir les demandes et besoins des clients internes, d’engager des consultations, de négocier les prix et les conditions d’achat et ainsi de suite. 
On distingue généralement deux grands types de tâches qui sont effectuées au sein de cette fonction :
La recherche des fournisseurs : pour faire face à de nouveaux besoins en matières premières ou en composants, l'entreprise recherche des fournisseurs. L'entreprise rédige donc un cahier des charges qu'elle fait connaître à ses fournisseurs et établit des critères qui peuvent varier selon la nature de l'achat : conditions de qualité, conditions de garantie etc. 
Evaluation et choix des fournisseurs : Elle vise à évaluer la capacité des fournisseurs à répondre aux besoins de l'entreprise. À partir des critères préalablement établis par l'entreprise, une note est attribuée à chaque fournisseur. Le fournisseur avec le meilleur score sera celui sélectionné par l'entreprise.

## Conséquences

### Avantages
- Meilleure productivité via l'industrialisation et les processus (gestion de la qualité)
- Spécialisation des tâches
- Favorise la possibilité d'externalisation

### Inconvénients
- Baisse de cohésion entre employés de services différents (d'où nécessité de team building)
- Spécialisation des tâches (moindre travail sur mesure)
- Favorise la "perte de sens" (voir Brown-out)